# Бой у острова Велья-Лавелья
Бой у острова Велья-Лавелья (яп. 第二次ベララベラ海戦 Дайнидзи Бэра-Рабэра кайсэн) — одно из боевых столкновений в ходе Тихоокеанской кампании. Произошло 6 октября 1943 года близ острова Велья-Лавелья, входящего в архипелаг Соломоновы острова.

## Предыстория
После поражений в битве на острове Нью-Джорджия и в заливе Велья, японцы начали эвакуацию своих гарнизонов с Соломоновых островов. В местечке Хораниу, в северной части Велья-Лавелья была развёрнута база эвакуации, на которой оставалось ещё порядка 600 солдат. Для их эвакуации был направлен конвой под командованием контр-адмирала Мацудзи Идзюина. В конвой входили 9 эсминцев («Югумо», «Фумицуки», «Мацукадзэ», «Юнаги», «Акигумо», «Исокадзэ», «Кадзагумо», «Сигурэ», «Самидарэ»), около 20 барж и вспомогательные корабли. Идзюин разделил свои силы на 2 соединения — транспортное (баржи и 3 эсминца эскорта) и поддержки (6 эсминцев).

## Бой
Американцы знали о попытке эвакуации и послали на перехват 6 эсминцев.
В 22:30 японское соединение поддержки столкнулось с тремя американскими эсминцами («Селфридж», «Шевалье», «О’Баннон»), выходящими из залива Велья. Соединением командовал капитан Фрэнк Уокер. Со стороны острова Велья-Лавелья подходили ещё три эсминца («Ральф Талбот», «Тэйлор», «Ла Валетт») под командованием Гарольда Ларсона. Уокер не стал дожидаться Ларсона и решил вступить в бой самостоятельно.
В 22:56, после серии манёвров, стороны обменялись артиллерийскими и торпедными ударами. Из-за неудачного построения японских кораблей эсминцу «Югумо» пришлось сделать рывок в сторону противника, чтобы открыть директрису огня остальным кораблям. Его торпеда попала в «Шевалье», вызвав взрыв носового артиллерийского погреба. «О’Баннон», шедший следом, врезался в «Шевалье» и также оказался серьёзно повреждён. Впрочем, «Югумо», совершив свой рывок, оказался под сильным огнём и, получив несколько попаданий, в том числе торпеду с «Селфриджа», затонул в считанные минуты.
Идзюин скомандовал перестроиться и поставить дымовую завесу. А Уокер на уцелевшем «Селфридже» атаковал транспортное соединение японцев и вступил в бой с «Сигурэ» и «Самидарэ». Он накрыл их артиллерией, однако, получив торпедное попадание, был вынужден выйти из боя.

## Исход боя
Когда к месту событий подошли эсминцы Ларсона, всё уже было кончено и им оставалось только снять выживших с «Шевалье» и затопить его. Два других эсминца сумели добраться до базы.
Японцы же благополучно достигли Хораниу, сняли своих солдат и вернулись домой.